# Grande circolazione

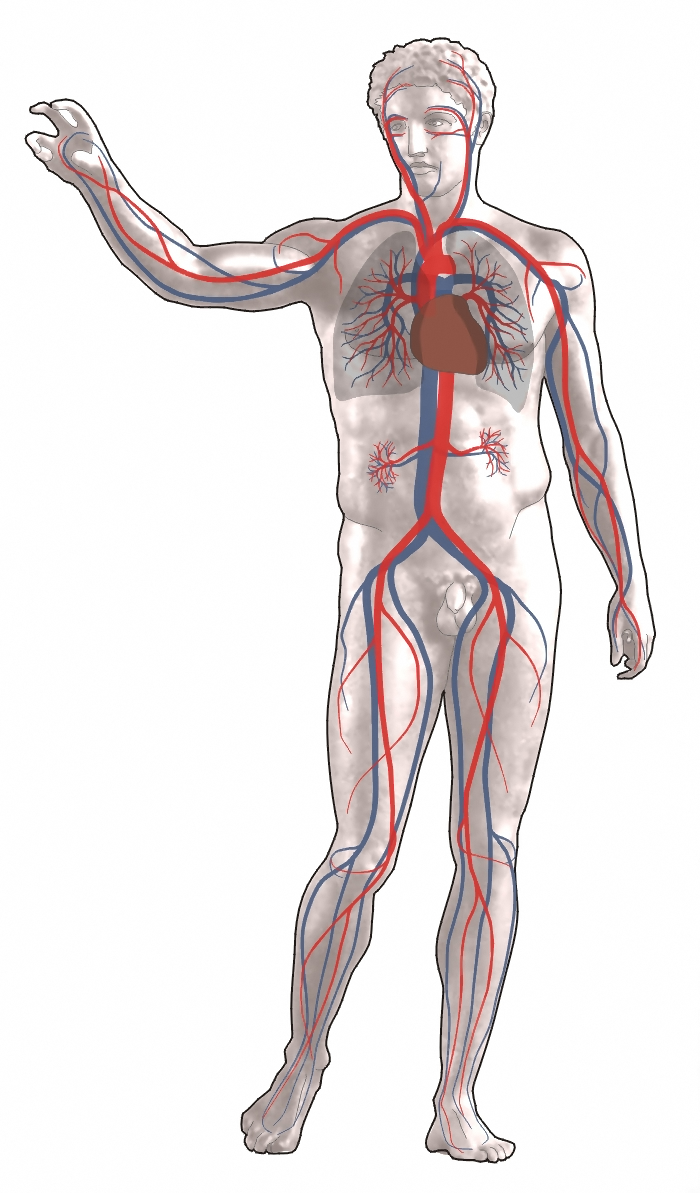
Sistema circolatorio

Si intende per grande circolazione, quella parte dell'apparato circolatorio che ha il compito di inviare il sangue (già ossigenato per mezzo della piccola circolazione e ricco di sostanze nutritive raccolte dalle pareti intestinali) a tutti i tessuti.

## Anatomia nei mammiferi e negli uccelli
Dall'atrio sinistro del cuore il sangue, già ricco di ossigeno, come si è detto, viene spinto nel sottostante ventricolo sinistro e da esso mediante una forte contrazione, detta sistole, nell'aorta e poi in tutti i distretti corporei.
Attraverso una diramazione dell'aorta si porta prima alle pareti intestinali dove si arricchisce anche delle sostanze nutritive utili ai vari tessuti irrorati e poi, giunto ad essi, cede queste ultime, insieme all'ossigeno, e raccoglie le sostanze di rifiuto (cataboliti) dai tessuti stessi. Un esempio di irrorazione di un organo importante può essere quello del fegato al quale il sangue giunge, dopo aver irrorato l'intestino, tramite la vena porta (sistema porta - epatico), e dal quale esce, dopo aver raccolto altre importanti sostanze utili al metabolismo cellulare, tramite le vene epatiche che sboccano ancora nel grande circolo ma riportando il sangue al cuore (alla sua parte destra).
Dall'aorta addominale il sangue viene indirizzato verso l'apparato escretore dove viene filtrato dai reni ed infine, per mezzo della vena cava inferiore torna al cuore; ma questa volta all'atrio destro, dal quale passa nel sottostante ventricolo destro e da esso viene spinto (con un'altra sistole) verso i polmoni iniziando di nuovo la piccola circolazione. Una volta che quest'ultima si è compiuta il sangue ritorna all'atrio sinistro ed il ciclo ricomincia.

## Anatomia nelle altre classi animali
Come abbiamo visto nei mammiferi e gli uccelli la grande e piccola circolazione sono separate, essendo anche il cuore diviso in due parti (destra e sinistra) tra di loro non comunicanti. In altre classi di vertebrati, la grande e la piccola circolazione sono totalmente o parzialmente comunicanti a livello cardiaco:
- Nei pesci sono totalmente comunicanti in quanto il cuore ha solo due vani: un atrio ed un ventricolo.

- Negli anfibi e nei rettili si ha la separazione degli atri (che quindi sono due) ma il ventricolo è ancora unico.

A causa della commixtio sanguinis questi apparati sono di efficienza inferiore, rispetto a quelli degli uccelli e i mammiferi, rispecchiando un più basso livello evolutivo.